# زهرة العسل
زهرة العسل (الاسم العلمي:Melianthus) هي جنس من النباتات يتبع فصيلة الزهرية العسل من الرتبة الغرنوقيات.